# 하마나구
하마나구(일본어: 浜名区)는 일본 시즈오카현 하마마쓰시의 행정구이다. 2024년 1월 1일에 하마마쓰시의 행정구 재편에 따라 주오구와 함께 성립하였다.

## 역사
- 2024년 1월 1일 - 하마마쓰시의 행정구 재편으로 하마키타구, 기타구, 미카타하라 지역을 제외한 구역을 합쳐 하마나구가 신설되었다.

## 행정
하마나구청은 옛 하마키타구청과 같은 장소를 사용한다. 옛 기타구청은 하마나구의 구 기타행정센터가 되어, 지금까지와 같이 행정 서비스가 제공되고 있다. 2023년 12월 29일에 구 하마키타구청의 외벽 표시의 「북쪽」이 「명」으로 교체되었다. 새로운 구청의 업무는 2024년 1월 4일부터 시작되었다.

## 교통

### 철도
- 엔슈 철도
  - 엔슈 철도 철도선
- 덴류하마나코 철도
  - 덴류하마나코선